# 주한 알제리 대사관
주한 알제리 대사관(아랍어: سفارة الجزائر في كوريا الجنوبية)은 서울특별시 용산구 이태원2동 2-6번지에 위치하고 있는 알제리 대사관이다.

## 역사
- 1990년 1월 15일: 대한민국과 알제리 간의 외교 관계 수립
- 1992년 10월: 주한 알제리 대사관 개설

## 같이 보기
- 대한민국 주재 외국공관 목록
- 주알제리 대한민국 대사관
- 대한민국-알제리 관계